# 小街基镇
小街基镇，是中华人民共和国内蒙古自治区通辽市开鲁县下辖的一个乡镇级行政单位。

## 行政区划
小街基镇下辖以下地区：
小街基村、明升村、先锋村、林海村、兴隆庄村、兴隆地村、兴隆镇村、双泡子村、中心村、范家窑村、宋启堡村、联盟村、福林村、炬明村、后河村、前河村、新立窑村、三十方地村、北官银号村、富裕村、兴农村、富发村、大兴村、兴安村、茂发村、召根村、双兴村、红卫村、古鲁本井村、小方子地村、三棵树村、大方子地村、五家子村、兴隆堡村和十三敖包村。